# Warrensburg (Missouri)
Pour les articles homonymes, voir Warrensburg.
La ville de Warrensburg est le siège du comté de Johnson, dans le Missouri. Lors du recensement de 2010, sa population s’élevait à 18 838 habitants.